# دوست‌محمد
{{جعبه شهر ایران
|نام‌رسمی= دوست محمد
|روی‌نقشه= آری
|عرض‌جغرافیایی =۳۱٫۱۱۶۷
|طول‌جغرافیایی =۶۱٫۷۳۳۳۳
|تصویر=
اتشکده کرکویه. شهرستان دوست محمد.jpg
|اندازه‌تصویر= ۲۵۰
|برچسب‌تصویر= میدان امام علی
|استان= سیستان و بلوچستان
|شهرستان = هیرمند
|بخش = بخش مرکزی
|دهستان=
|نام‌محلی=دوستممد
|نام‌های‌دیگر=
|نام‌های‌قدیمی=دوست محمد
|سال‌شهرشدن=
|جمعیت =۶٬۶۲۱تن(۱۳۹۵)
|رشدجمعیت=
|تراکم‌جمعیت=
|زبان= [[زبان بلوچی[[،زبان فارسی و گویش سیستانی 
|مذهب= سنى و شیعه
|مساحت=
|ارتفاع=۴۷۰ متر
|میانگین‌دما=۲۷
|میانگین‌بارش‌سالانه=۷۴
|شمارروزهای‌یخبندان=
|شهردار=پودینه
|ره‌آورد=
|پیش‌شماره=۰۵۴
|وبگاه=
|جمله‌خوشامد=
|پانویس=
}}
شهر دوست‌محمد مرکز شهرستان هیرمند است این شهر در شمال استان سیستان و بلوچستان قرار گرفته است.
شهر دوست محمد مرکز شهرستان هیرمند است و در۳۰ کیلومتری شمال شرقی شهر زابل و در نزدیکی مرز افغانستان جای گرفته است. شهر دوست محمدخان در دشت واقع شده و ارتفاع آن از سطح دریا تقریباً۴۷۰ متر است. جمعیت این شهر حدود هشت هزار نفر است و سومین شهر پرجمعیت دشت سیستان محسوب می گردد. این شهر در اوایل سال ۱۳۸۷ از مرکزیت بخش به شهرستان ارتقا یافت و هم‌اکنون دارای فرمانداری و برخی امکانات مشابه سایر شهرستان‌ها می‌باشد. شهر دوست محمد یکی از شهرهای مهم سیستان محسوب می‌شود. قدمت این شهر به دوره قاجار می رسد. 
نام این شهر برگفته از نام سردار دوست محمد خان سارانی است.

## موقعیت جغرافیایی
این شهر در ۳۰ کیلومتری شمال شرقی شهر زابل و در نزدیکی مرز افغانستان جای گرفته است. شهر دوست محمدخان در دشت واقع شده و ارتفاع آن از سطح دریا تقریباً۴۷۰ متر و آب و هوای آن گرم و خشک است.

## پیشینه
این شهر در اوایل سال ۱۳۸۷ از مرکزیت بخش به شهرستان ارتقا یافت و هم‌اکنون دارای فرمانداری و برخی امکانات مشابه سایر شهرستان‌ها می‌باشد. شهر دوست محمد یکی از شهرهای مهم سیستان محسوب می‌شود. قدمت این شهر به دوره قاجار می رسد. یکی از نخستین مدارس شرق کشور و استان که دومین یا سومین مدرسه تاسیس شده در استان سیستان و بلوچستان بوده است به نام مدرسه فرخی در این شهر تاسیس شد. سه خاندان سارانی ، میر و سراوانی از نخستین ساکنان این شهر بوده اند. دوست محمدخان سارانی که گفته می شود مدافع حقوق مردم منطقه بوده است و در برابر مالیات های گزاف خاندان علم قائنات مقاومت می کرده است در نهایت به شهر بیرجند تبعید می شود. از خاندان میر این شهر که از نسل خوانین قدیم منطقه سیستان بوده اند و در کتبی مانند احیاالملوک و جغرافیای نیمروز از گذشته و اعتبار آنان یاد شده است نیز کمتر کسی در این شهر باقی مانده و در چند دهه اخیر به سایر نقاط کشور مهاجرت کردند. همین خاندان هسته اصلی مبارزات انقلابی بر ضد حکومت پهلوی را تشکیل می داده اند. خاندان سراوانی دوستمحمد نیز از خاندان های قدیمی این شهر اند که از قدیم کارگاه های رنگ رزی آنان مشهور بوده است. با گسترش دوست محمد و استقرار ادارات آبادی های کندو و محمودی ها نیز به این آبادی اتصال یافت و به شکل طولی گسترش یافت. امروزه ساکنان شهر دوست محمد ترکیبی از خاندان های قدیمی، مهاجران روستاهای اطراف و جمعیت عظیمی از مهاجران تابعه افغانستان اند. نزدیکی زیاد این شهر به مرز افغانستان سبب ورود جمعیت زیادی از مهاجران کشور همسایه به آن شده است.

## مردم و فرهنگ
در شهر دوست محمد دو قومیت بلوچ و فارس سیستانی  در کنار هم سالها زندگی کرده اند و با وصلت های خیشاوندی همیشه در کنار هم هستند ، دین مردم دوست محمد اسلام است که اقوام بلوچ دارای مذهب اهل سنت حنفی و برخی از مردم بلوچ این منطقه شیعه هستند ، همچنین فارس های سیستانی دارای مذهب شیعه هستند. با توجه به اینکه این منطقه توسط دوست محمد خان سارانی به وجود و گسترش پیدا کرده که ایشان از قومیت بلوچ منطقه هستند پس این منطقه متعلق و به اقوام ایرانی و فارسی زبان است که حال چه بلوچ باشد چه 
فارس سیستان.  یکی از مشکلات این منطقه ورود اتباع بیگانه پشتون زبان و افغانه ها از کشور همسایه است که موجب نارضایتی بسیاری از مردم شهر در مسائل فرهنگی و اقتصادی شده است.
آیین نوروز از اعیاد مهم مردم فارس است و بلوچ معمولا با خانه تکانی آغاز می شود ، کاشتن سبزه و پهن کردن سفره هفت سین نیز مرسوم است. دید و بازدید و گردش و تفریح هم رونق فراوانی دارد در روز سیزده بدر نیز معمولا به گردشگاه ها و طبیعت می روند و سبزه های نوروزی را در آب یا طبیعت رها می کنند. یکی از سنت های کهن نوروزی مردم سیستان آذین بستن درب منازل با سبزه بوده که امروزه تا حدود زیادی به فراموشی سپرده شده است. 
اعیاد اسلامی اهل سنت در این منطقع عید فطر و عید قربان است که در بین اهل سنت بلوچ نیکو داشته می شود. در عید قربان بسیاری از افراد این منطقه قربانی کشته و میان مردم تقسیم می کنند.  گرامی داشت شب یلدا طولانی ترین شب سال هم مورد توجه خیلی هاست. اند.
از سوغاتی ها و خوراکی های محلی می توان به کشک زرد ، کلوچه خرمایی ، بورک ، چلبک و قلیفی  نیز اشاره کرد. هندوانه ، خربزه( قندک ) و انگور یاقوتی هم در فصل خود طرفداران خودش را دارد.

## تجارت وگردشگری
شهرستان هیرمند یکی از دروازه‌های تجاری ایران به افغانستان است و مبادلات تجاری از طریق مرز میلک در جنوب هیرمند انجام می‌شود و سالانه تجار ایرانی، افغان و… وارد هیرمند وراهی مقصد و مبدأ خود می‌شوند. علاوه بر این وجود دریاچه هامون و جاذبه‌های دیدنی مانند آتشکده کرکویه می‌تواند موجب رونق گردشگری شهرستان و شهر دوست محمد می‌شوند.